# Unterpräfektur Tsushima
Tsushima (jap. 対馬支庁, Tsushima-shichō) war eine Unterpräfektur der Präfektur Nagasaki. Sie entspricht der 1871 aufgelösten Provinz Tsushima.
Die Unterpräfektur Nagasaki dient zur Verwaltung der Insel Tsushima. Die Insel liegt zwischen Kyūshū und der Koreanischen Halbinsel. 2004 wurde die Unterpräfektur durch das Regionalbüro Tsushima (対馬地方局, Tsushima chihō kyoku) ersetzt.
Die einzige Gemeinde in der Unterpräfektur ist die Großstadt Tsushima, die am 1. März 2004 aus den folgenden Landkreisen samt Gemeinden gebildet wurde:
- Kamiagata
  - Kamiagata
  - Kamitsushima
  - Mine
- Shimoagata
  - Izuhara
  - Mitsushima
  - Toyotama

Koordinaten: 34° 25′ N, 129° 20′ O